# Mīnas Gkekos
Mīnas Gkekos (in greco Μηνάς Γκέκος?; Istanbul, 7 novembre 1959) è un ex cestista e allenatore di pallacanestro greco.

## Carriera
Con la Grecia ha disputato due edizioni dei Campionati europei (1979, 1983).

## Palmarès
- Coppa di Grecia: 1

Panathinaikos:	1992-93